# Ischnura ramburii
Ischnura ramburii là một loài chuồn chuồn kim trong họ Coenagrionidae. Chúng được Selys miêu tả khoa học năm 1857.
Loài này được xếp vào nhóm Loài ít quan tâm trong sách Đỏ của IUCN năm 2007, de trend van de populatie is volgens de IUCN stijgend.

## Hình ảnh

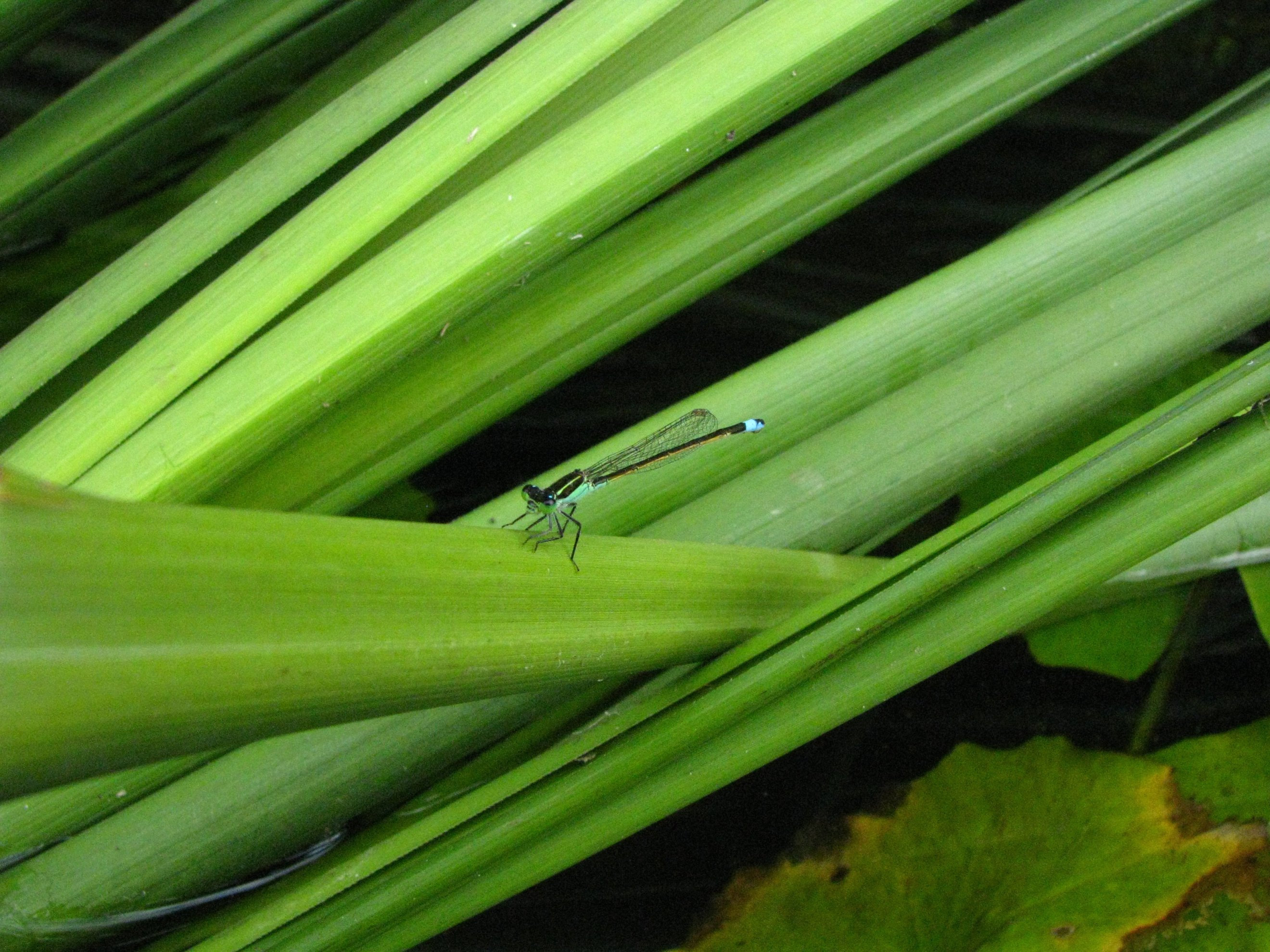
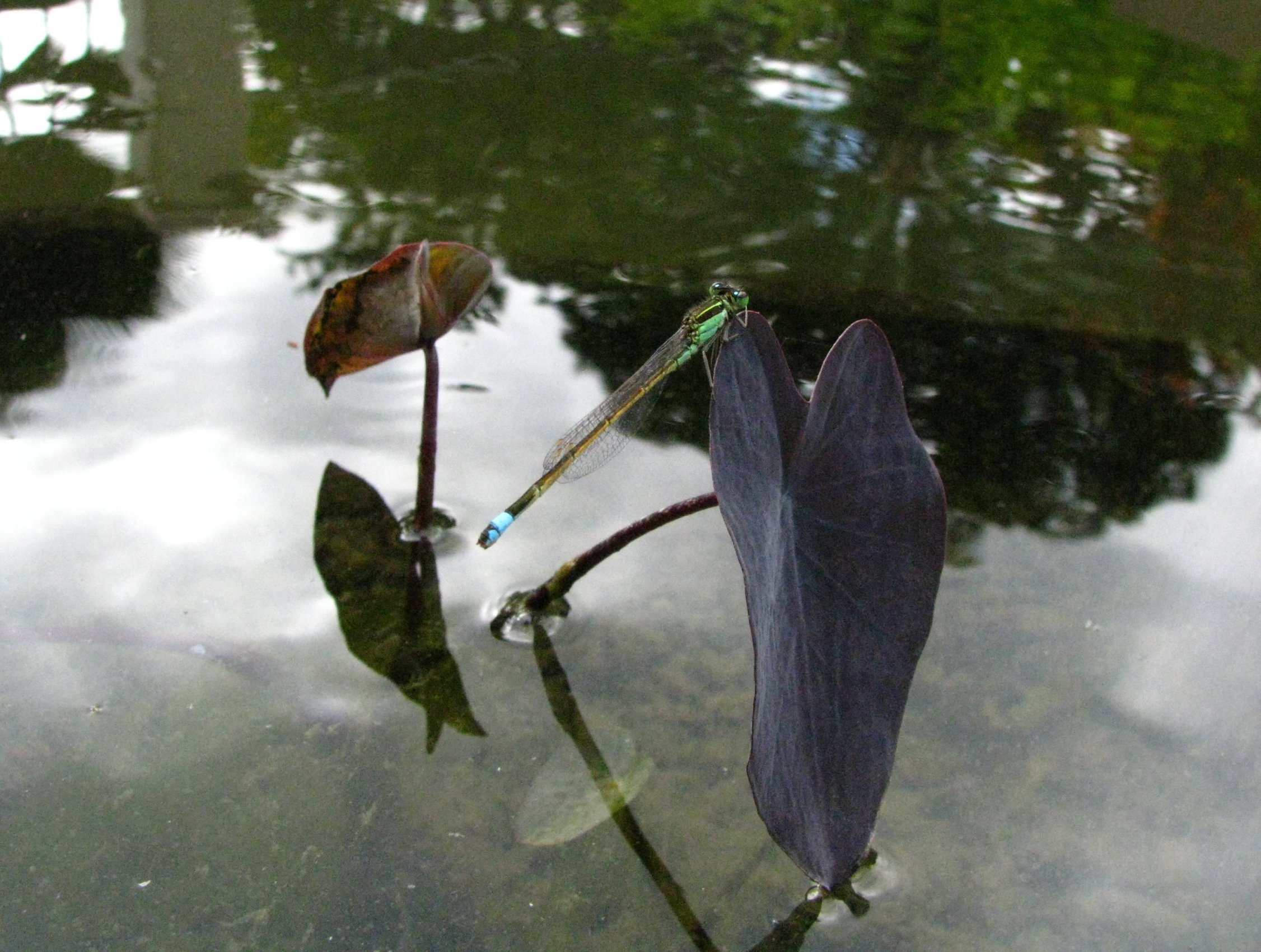
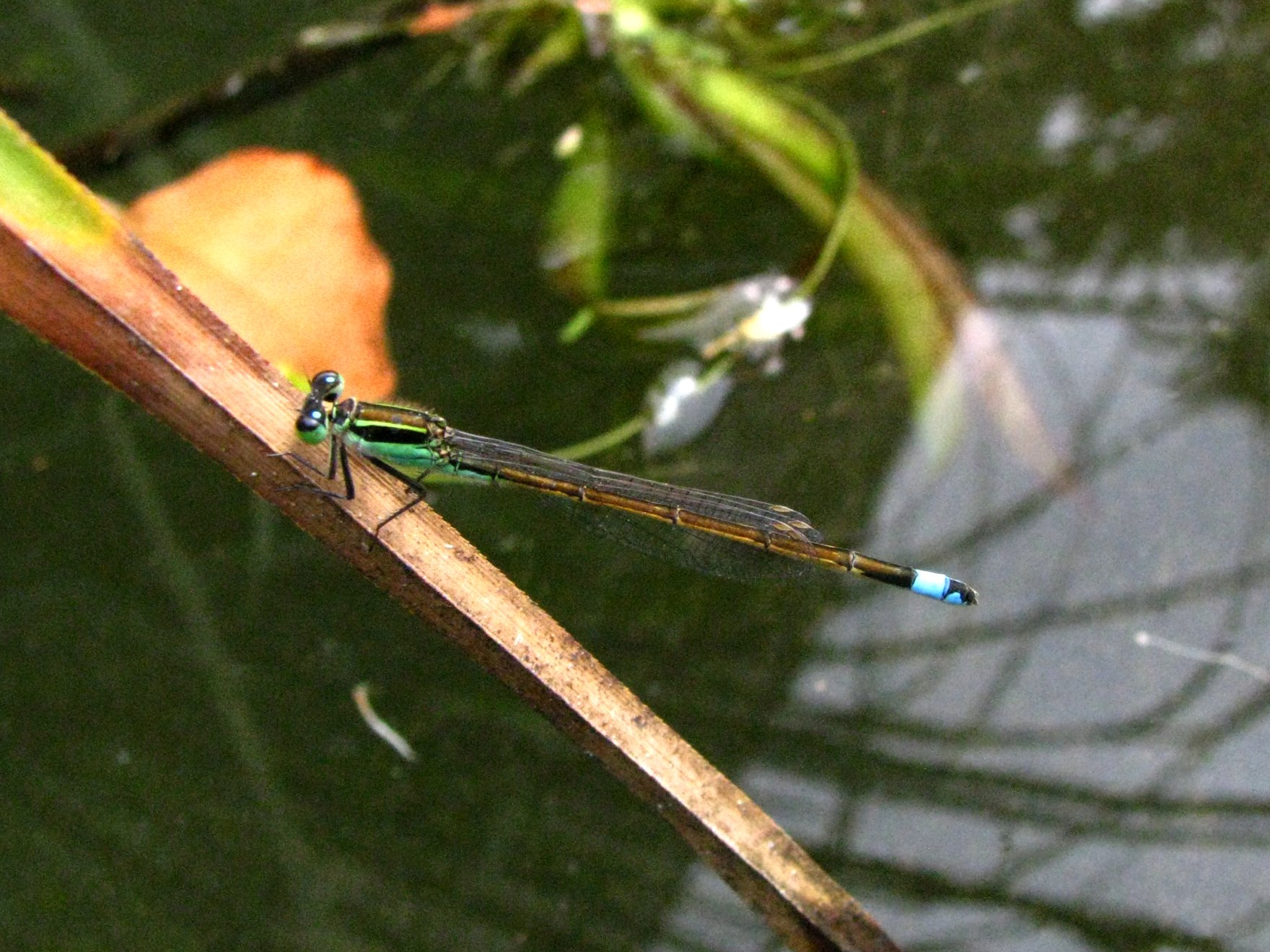
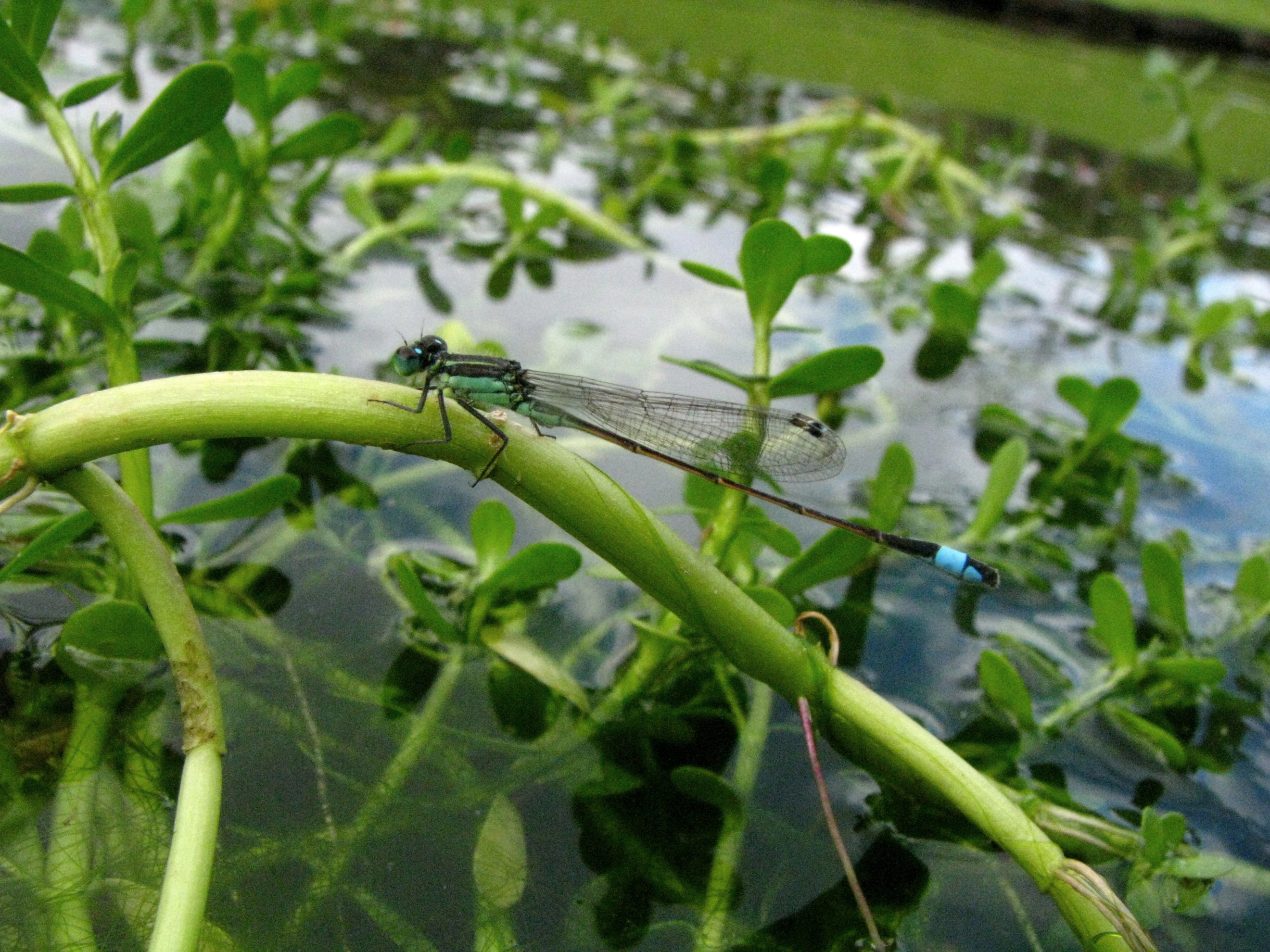